# Cóc tai nhỏ Cuba
Cóc tai nhỏ Cuba, Bufo empusus (tên tiếng Anh: Guasabalo) (tên tiếng Anh: hay Sapo De Concha) là một loài cóc trong họ Bufonidae là loài đặc hữu của Cuba. Các môi trường sống tự nhiên của chúng là rừng khô nhiệt đới hoặc cận nhiệt đới, rừng ẩm nhiệt đới hoặc cận nhiệt đới, xavan ẩm, thảo nguyên đất thấp bán nhiệt đới hoặc nhiệt đới, thảo nguyên đất thấp ngập nước ẩm nhiệt đới theo mùa hoặc cận nhiệt đới, đầm nước ngọt gián đoạn và hồ. Loài này đang bị đe dọa do mất nơi sống.